# Gary Ridgway
Gary Leon Ridgway (Salt Lake City, 18 februari 1949) is een Amerikaanse seriemoordenaar die ook wel bekendstaat als de Green River Killer. Hij werd op 30 november 2001 gearresteerd op verdenking van de moord op vier vrouwen in het begin van de jaren tachtig, maar bekende twee jaar later er 48 te hebben vermoord in de buurt van Seattle en Tacoma, in de staat Washington.

## Moorden
Hij is wat betreft het aantal moorden een van de meest actieve moordenaars in de Amerikaanse geschiedenis en heeft er waarschijnlijk nog veel meer op zijn geweten dan die 48; zelf zei hij ook niet meer te weten hoeveel vrouwen hij vermoord heeft. Zijn slachtoffers waren overwegend prostituees en meisjes die van huis waren weggelopen. Meestal dumpte hij hun lichamen in de Green River, waardoor men sprak over de "Green River Killer". Er zijn ook verdenkingen tegen hem dat hij verantwoordelijk is voor een serie moorden in de Canadese stad Vancouver, waar ook in de jaren tachtig enkele tientallen vrouwen verdwenen vanaf een straat die bekendstond om prostitutie en drugshandel. Volgens de politie daar bezocht Ridgway regelmatig die stad.
Ridgway werkte als schilder van vrachtwagens, is drie keer getrouwd geweest en heeft één zoon. In zijn omgeving stond hij bekend als een aardige, vriendelijke, maar ook enigszins merkwaardige man.

## Vonnis
Op 18 december 2003 werd Ridgway in Seattle na een emotioneel verlopen zitting, waarbij hij in tranen uitbarstte toen de vader van een van zijn slachtoffers hem zei te vergeven, veroordeeld tot 48 keer levenslange gevangenisstraf, zonder kans op vrijlating. Dit veroorzaakte een hoop beroering omdat men vond dat hij ter dood zou moeten worden veroordeeld, vooral ook omdat in dezelfde staat de doodstraf wordt uitgesproken tegen moordenaars die veel minder moorden gepleegd hebben. Hij kreeg echter levenslange gevangenisstraf in plaats van de doodstraf in ruil voor het geven van informatie over de plaatsen waar hij de lichamen van zijn slachtoffers gedumpt had.

## In de media
- In april 2007 bracht Penny Morehead het boek Green River Serial Killer: Biography of an Unsuspecting Wife uit. Dit gaat over het leven van de al die tijd van niets wetende echtgenote van Ridgway, Judith, ten tijde van haar mans reeks moorden.
- Ridgways advocaat Mark Prothero schreef in 2007 het boek Defending Gary: Unraveling the Mind of the Green River Killer. Hierin probeert hij erachter te komen hoe Ridgway heeft kunnen worden wat en wie hij werd.
- Sheriff David Reichert publiceerde in 2005 zijn boek Chasing the Devil: My Twenty-Year Quest to Capture the Green River Killer over de jaren dat hij achter Ridgway aanzat.
- In 2004 kwam het boek The Search for the Green River Killer uit, van auteurs Carlton Smith en Tomas Guillen. Dit handelt over het onderzoek naar de dan nog niet ontmaskerde moordenaar van mogelijk 49 vrouwen.